# Aubrietia
Aubrietia (Aubrieta × cultorum) är en korsblommig växtart som beskrevs av Johannes Baptista Bergmans. Aubrietia ingår i släktet aubrietior, och familjen korsblommiga växter. Arten förekommer tillfälligt i Sverige, men reproducerar sig inte.

## Bildgalleri

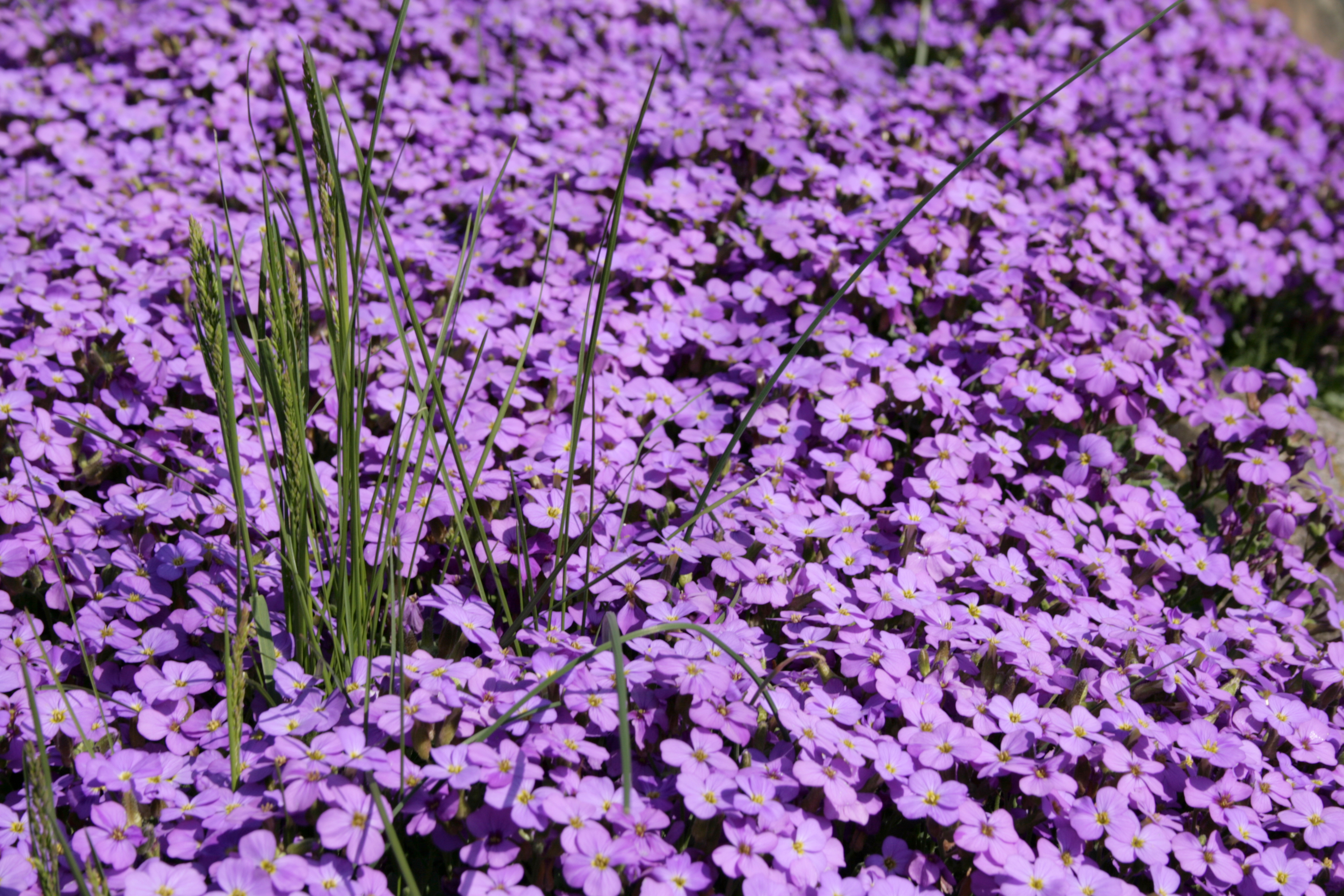
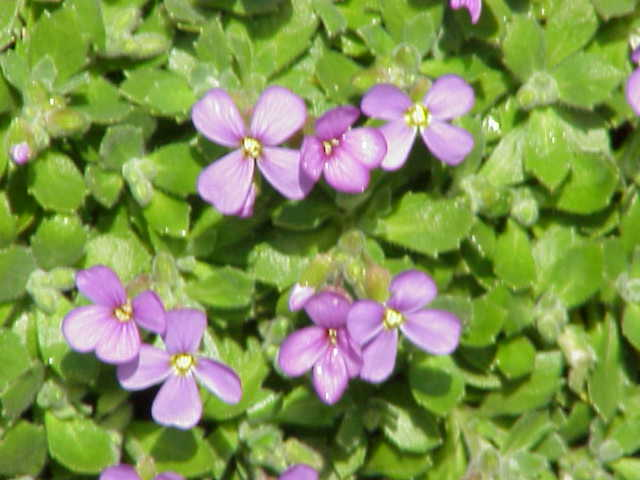
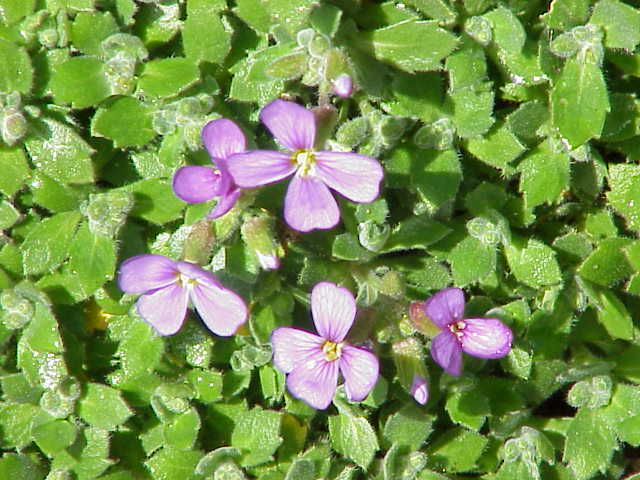
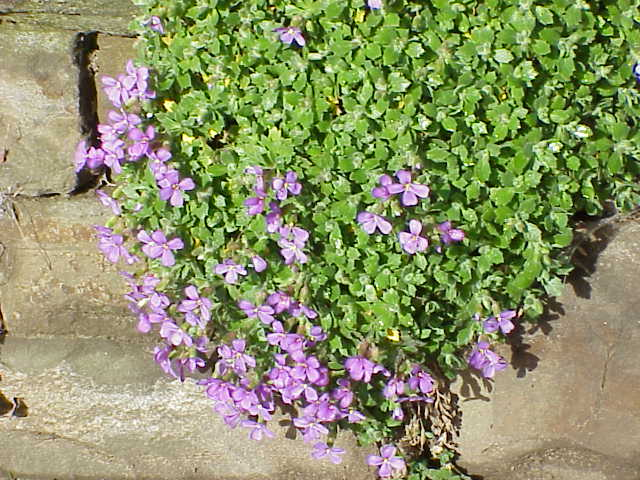
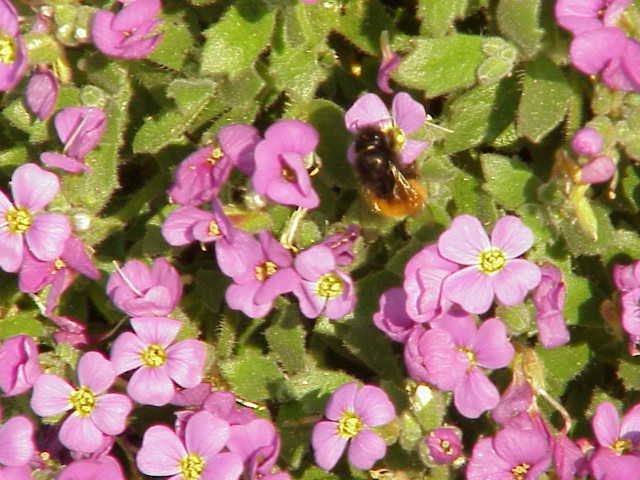
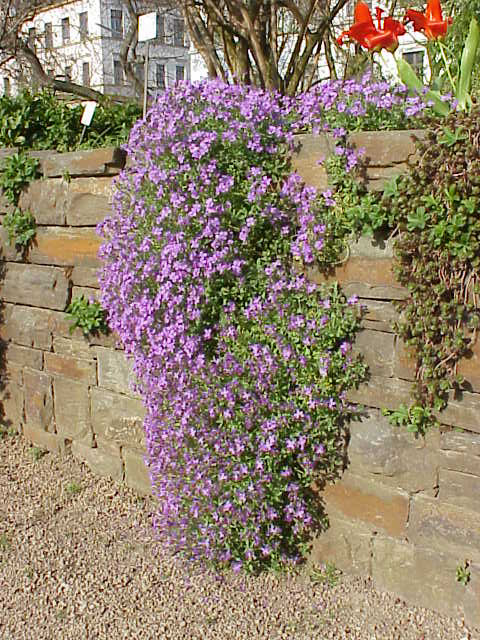